# Claire Coffee
Claire Coffee (San Francisco, California, 14 de abril de 1980) es una actriz estadounidense. Es conocida por interpretar a Janie Ross en la serie original de TNT, Franklin & Bash y a Adalind Schade en la serie de drama de la NBC, Grimm.

## Biografía
Coffee nació en San Francisco, California, pero creció en Monterey, California, y asistió a la Escuela para Niñas de Santa Catalina, donde protagonizó obras de teatro y musicales. Tiene una licenciatura en teatro por la Universidad de Northwestern en Evanston, Illinois.

### Carrera
Claire empezó a actuar a la edad de cinco años. Coffee tuvo un papel recurrente en The West Wing como Cassie Tatum en 2003.
Entre 2007 y 2009 Coffee interpretó a la enfermera Nadine Crowell en General Hospital. Tuvo varios papeles como invitada en serie tales como Psych, Bones, NCIS y Cold Case y desde 2011 interpreta a Janie Ross, una abogada e interés amoroso de Peter Bash (Mark-Paul Gosselaar) en la serie de TNT, Franklin & Bash. Desde ese mismo año, interpreta a la abogada/Hexenbiest Adalind Schade en el drama fantástico de NBC, Grimm. A partir de la segunda temporada, Claire fue ascendida al elenco principal de dicha serie.

## Filmografía
| Año         | Título                              | Rol                         | Notas                                                  |
| ----------- | ----------------------------------- | --------------------------- | ------------------------------------------------------ |
| 2002        | Yes, Dear                           | Profesora                   | 1 episodio                                             |
| 2003        | The West Wing                       | Cassie Tatum                | 3 episodios                                            |
| 2005        | Wild Things 3 Diamonds in the Rough | Jenny Bellamy               | Película para televisión                               |
| 2005        | Cold Case                           | Kelly Witkowski 1977        | 1 episodio                                             |
| 2006        | Strong Medicine                     | Cassandra Turley            | 1 episodio                                             |
| 2006        | Bones                               | Agente Especial Tricia Finn | 1 episodio                                             |
| 2006        | CSI: Crime Scene Investigation      | Cindy Jansen                | 1 episodio                                             |
| 2006        | NCIS                                | Cindy Crawshaw              | 1 episodio                                             |
| 2006        | Psych                               | Sally Reynolds              | 1 episodio                                             |
| 2007        | CSI: Miami                          | Wendy Legassic              | 1 episodio                                             |
| 2007 - 2009 | General Hospital                    | Nadine Crowell              | Personaje recurrente                                   |
| 2009        | The League                          | Claire (Concierge)          | 1 episodio                                             |
| 2010        | Inventing Adam                      | Spencer                     |                                                        |
| 2011 - 2012 | Franklin & Bash                     | Janie Ross                  | Personaje recurrente                                   |
| 2011 - 2017 | Grimm                               | Adalind Schade              | Recurrente (temporada 1) Principal (desde temporada 2) |
| 2012        | Holly's Holiday                     | Holly                       | Película para televisión                               |
| 2013        | Inventing Adam                      | Spencer                     |                                                        |
| 2013        | Royal Pains                         | Maya                        | 1 episodio                                             |
| 2013        | Grind                               | Auntunm                     | Cortometraje                                           |